# Misiunea civilizatoare
Misiunea civilizatoare (în franceză mission civilisatrice, în engleză "civilizing mission") a fost justificarea intervenției militare sau colonizării prin care, în perioada secolelor al XV-lea – al XX-lea, se afirma că este benefică impunerea civilizația europene populațiilor indigene. Acest principiu a fost foarte vizibil în coloniile franceze 
Algeria, Africa Occidentală și Indochina și portugheze Angola, Guineea, Mozambic și Timorul Portughez. Puterile colonial europene susțineau că este datoria lor să aducă civilizația occidentală celor pe care îi considerau oameni înapoiați.Nu doar că europenii au încercat să guverneze popoarele colonizate, dar au încercat să le europenizeze în conformitate cu ideologia colonial cunoscută ca "asimilare".

## Origini
Originile intelectuale ale misunii civilizatoare pot fi identificate în tradiția creștină din Evul Mediu. Filosifii europeni au descris modificările sociale prin utilizarea metaforei dezvoltării umane.În secolul al XVIII-lea, istoria era considerată ca un proces unilateral și nesfârșit al evoluționsmului social, având în frunte țările europene. Rasiștii considerau  că națiunile „înapoiate” sunt incapabile în mod natural să evolueze. Gânditori mai „progresiști” precum Nicolas de Condorcet au lansat ideea datoriei sfinte a europenilor, care ar fi trebuit să ajute aceste popoare „care, pentru a se civiliza, așteaptă doar să primească scopurile din partea noastră, să găsească frați printre europeni și să devină prietenii și discipolii lor”.
Viziunile evoluționiste au supraviețuit colonialismului. Teoreticienii modernizării au declarat că obiceiurile tradiționale trebuie distruse, iar societățile tradiționale trebuie să se adapteze  sau să dispară.
Critica dezvoltări consideră că dezvoltarea este de aceea o continuare a misiunii civilizatoare a coloniștilor. Pentru ca să devii civilizat ar însemna prin  urmare să devii „ca noi”, adică prin „civilizare” se înțelege ca toate societățile de azi să devină consumeriste și să renunțe la tradițiile și obiceiurile native.

## Politica după stat

### Colonialismul francez
Unul dintre primii susținători ai acestei idei a fost politicianul republican francez Jules Ferry.  Drepturile egale și cetățenia franceză ar fi trebuit oferite acelor persoane care adoptau cultura franceză, inclusiv folosirea francezei ca limbă principală de comunicare, se îmbracă cu haine europene și se convertesc la creștinism. În ciuda acordării cetățeniei franceze locuitorilor celor "patru comune" (Dakar,  Saint-Louis, Gorée și Rufisque), cei mai mulți vest-africani nu au adoptat cultura franceză și nu s-au convertit la creștinism. După încheierea primei conflagrații mondiale,  ideea „asocierii” a înlocuit „asimilarea” ca dogmă fundamentală a relațiilor coloniale. Se afirma astfel că societățile indigene pot exista în asociere cu cultura franceză, iar coloniile autonome ar fi putut să se asocieze liber cu Franța în Uniunea franceză (Union française).

### Colonialismul portughez
După consolidarea stâpânirii asupra teritoriului național în secolul al XIII-lea prin recucerirea (Reconquista) statelor musulmane iberice, Regatul Portugaliei a început cuceririle teritoriilor de peste mări. În 1415, califatul Ceuta a fost ocupat în numele regelui João I. Expansiunea portugheză în Africa de Nord a fost doar începutul unui proces mai amplu, care avea să ducă la apariția Imperiului Portughez. Obiectivele regatului au devenit expansiunea creștinismului în teritoriile musulmane și cerștinarea popoarelor „barbare”. Nobilii urmăreau faima obținută prin acte eroice de război și bogățiile aduse de noi cuceriri, bucurându-se de binecuvântarea Papei.
Portughezii și-au extins influența pe casta Atlanticului în Mauritania, Senegambia (până în 1445) și Guineea și au crat posturi comerciale pentru legături cu băștinașii. În loc să devină competitori direcți ai comercianților musulmani, portughezii s-au folosit de oprtunitățile oferite de extinderea piețelor din Europa și porturile Mediteranei pentru creșterea volumului comerțului prin Sahara. În plus, negustorii portughezi au obținut accesul al piețele din interiorul continentului african pe cale apelor râurilor Senegal și Gambia, care se intersectau cu mai vechile rute comerciale trans-sahariene. Portughezii aduceau în Africa obiecte din cupru, țesături, unelte, vin și cai. La aceste mărfuri s-au adăugat la un moment dat și arme și muniții. În schimb, portughezii cumpărau aur (extras în principal din minele akanilor), piper negru (comerțul cu piper a continuat până când Vasco da Gama a ajuns în India în 1498) și fildeș. După ce portuhezii au ajuns pe coasta Congo la sfârșitul secoluli al XV-lea, ai au depășit teritoriul tradițional al comerțului negustorilor musulmani.
Portughezii au fondat forturi și factorii de-a lungul litoralului. Marinarii, negustorii, cartografii, preoții și soldații au avut ca sarcină preluarea controlului asupra zonelor de coastă, construirea de așezări, biserici, forturi și factorii, dar și exploatarea teritoriilor și mărilor necunoscute. Guvernul portughez a fondat Compania Guineii, instituție care avea ca sarcină exercitarea controlului statului asupra comerțului. Numele oficial al Companiei a fost Casa da Guiné ori Casa da Guiné e Mina din  1482 până în 1483, și Casa da Índia e da Guiné din 1499.
Primul fort european important , Elmina, a fost ridicat pe Gold Coast în 1482 de către portughezi. Castelul Elmina (care a fost numit la început São Jorge da Mina Castle) a fost o replică a Castelul São Jorge, una dintre primele reședințe regale din Lisabona. Elmina, în traducere „Portul”, a devenit un foarte important centru comercial. La începutul epocii coloniale au fost înființate patruzeci astfel de forturi de-a lungul litoralului. Scopul nu era la început impunerea dominației coloniale, ci de centre comerciale întărire. Acțiunile militare au fost în această perioadă destul de rare, dar fortificațiile erau importante pentru asigurarea securității armelor și munițiilor, atunci când acestea erau depozitate. Exploarea litoralului african de către portughezi în secolul al XV-lea este cunsiderată în general ca un precursor al colonialism european și a marcat de asemenea începutul comerțului transatlantic de sclavi, misionarismului creștin și a procesului de globalizare, care avea să devină principalul element al colonialismului europenan până la sfârșitul secolului al XVIII-lea.
Politica Imperiului Portughez față de populațiile băștinașe din ținuturile mai puțin dezvoltate tehnologic (cazul cel mai important fiind Brazilia) a vizat întotdeauna enculturația, inclusiv prin alfabetizare și evanghelizarea populațiilor locale, precum și prin crearea unei infrastructuri noi pentru sprijinirea acestor obiective, a juns la apogeu după secolul al XVIII-lea în Africa portugheză și în Timor. Noile orașe au fost concepute pentru găzduirea coloniștilor portughezi, fiind creată o infrastructură inspirată de modelele europene – clădiri administrative, militare, de sănătate, educaționale, religioase și de producție.

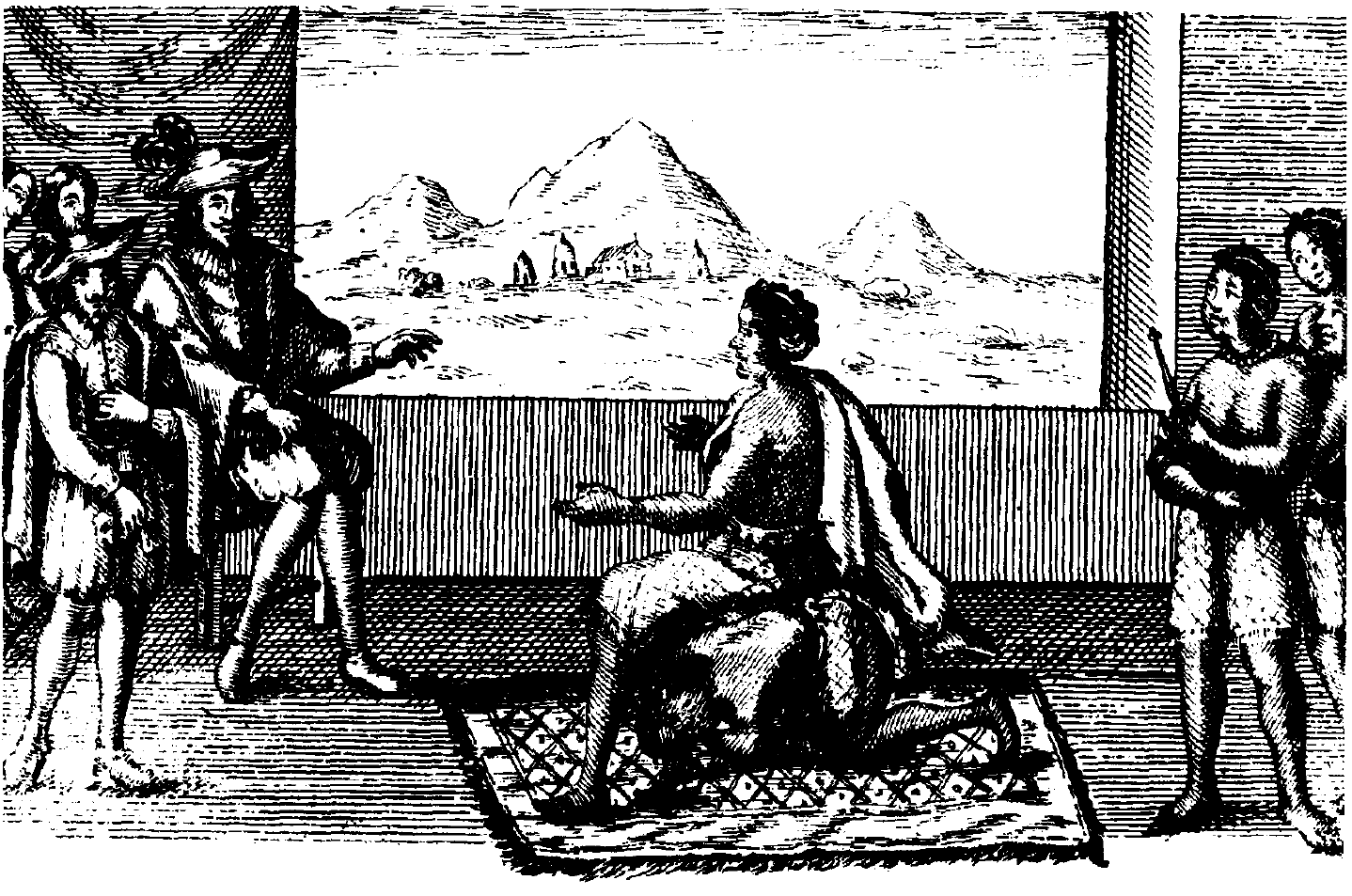
Regina Ana de Sousa Nzingha Mbande în timpul negocierilor de pace cu guvernatorul portughez în Luanda, 1657

Exploratorul portughez Paulo Dias de Novais a fondat Luanda în 1575 cu numele "São Paulo de Loanda", primii locuitori fiind o sută de familii de coloniști și patru sute de militari. Benguela, un fort portughez fondat în 1587, devenit oraș în 1617, a fost o altă așezare fondată de portughezi în primii ani de extindere colonială. Portughezii aveau să întemeieze mai multe forturi și așezări comerciale de-a lungul litoralului african. În Insula Mozambic, unul dintre primele locuri în care portughezii s-au așezat în mod permanent în Africa sub-sahariană, ei au clădit în 1522 Capela de Nossa Senhora do Baluarte, care este considerată cea mai veche clădire europeană din emisfera sudică. Mai târziu, în 1877, portughezii au construit un spital – o clădire maiestuoasă în stil neoclasic, cu o grădină mare decorată cu bazine cu apă și fântâni, care a fost o lungă perioadă de timp cel mai mare spital la sud de Sahara.
Stabilirea unei societăți civile separate rasial a fost reconoscută oficial prin Estatuto do Indigenato (Statutul populațiilor indigene) din1929, document bazat în mod subiectiv pe conceptul „civilizație versus tribalism”. Autoritățile coloniale portugheze erau complet dedicate dezvoltării unei societăți „civilizate” multietnice în coloniile sale din Africa, dar obiectivul „misiunii civilizatoare” avea să fie atins numai după o perioadă de europenizare ori enculturație a triburilor băștinașilor negri și a grupurilor etnoculturale. Aceasta politică fusese deja stimulată de succesul obținut în colonia portugheză braziliană. În timpul regimului Estado Novo a dictatorului António de Oliveira Salazar, Estatuto a stabilit o distincție între „cetățenii coloniali” pe de-o parte, care se supuneau legilor portugheze, care se bucurau de drepturile și se supuneau îndatoririlor cetățenești la fel ca în "metropolă" și, pe de altă parte, indigenas (indigenii), care se supuneau atât legislației coloniale cât și legilor tribale. Între cele două grupuri era plasat un al treilea, mai puțin numeros, al assimilados,  în care erau cuprinși negrii, mulatrii și alte persoane cu rasă amestecată și asiaticii , care absolviseră o anumită formă de învățământ, care se bucurau de anumite drepturi cetățenești. Aceștia primiseră un tip special de document de identitate, diferit de cel al marii majorități ale populației africane (indigenas), un document prin care autoritățile coloniale încercau să controleze migrația forței de muncă. Populația africană era supusă autorităților tradiționale, care au fost treptat integrate în administrația colonială, fiind responsabile pentru rezolvarea diferitelor dispute locale, pentru controlul accesului la terenurile agricole și pentru garantarea fluxurilor forței de muncă și a plății taxelor. După cum au subliniat mai mulți autori, (Mamdani 1996; Gentili 1999; O'Laughlin 2000), regimul indigenato a fost un sistem politic de subordonare a marii majorități a africanilor autorităților însărcinate cu guvernarea, în colaborare cu eșalonul inferior al administrației coloniale – comunitățile locale descrise ca triburi, cu strămoși, limbă și cultură comune. După încheierea celei de-a doua conflagrații mondiale, când ideologiile comunismului și antiimoerialiste s-au răspândit în întreaga Africă, au fost înființate numeroase mișcări politice clandestine, care luptau pentru câștigarea in dependenței. Chiar dacă era vorba de propagandă exagerată antiportugheză și anticolonială, o tendință dominantă în coloniile portugheze din africa, aceste mișcări considerau că, de vreme ce politicile și planurile de dezvoltare fuseseră concepute de autorități în principal în beneficiul coloniștilor portughezi, s-a acordat o atenție redusă integrării triburilor locale și dezvoltării comunităților populației locale. Mișcările de gherilă au declarat în mod oficial că populația indigenă a suferit din cauza discriminării promovate de statul colonial și din cauza unei uriașe presiuni sociale. Mulți dintre africani au considerat că li s-au oferit șanse și resurse reduse pentru ridicarea calificării și îmbunătățirea situației economice și sociale, comparabile cu cea a europenilor. Statisticile au demonstrat că albii portughezi din Africa erau mai bogați și mai educați decât majoritatea indigenilor. Există însă date care să demonstreze că în deceniile al șaselea, al șaptelea și în special al optulea al secolului trecut, declajele au scăzut treptat, iar din punct de vedere politici s-a pus tot mai mult accent pe egalitate și dezvoltare socioeconomică.

Teritoriile de peste mări ale Portugaliei în timpul regimului Estado Novo (1933–1974). Cele mai întinse teritorii portugheze erau Angola și Mozambic

Războiul Colonial Portughez a început în Angola Portugheză pe 4 februarie 1961 în Zona Sublevada do Norte (ZSN, Zona Rebelă Nordică) formată din Provinciile Zaire, Uíge și Cuanza Norte. União dos Povos de Angola (mai târziu Frente Nacional de Libertação de Angola – Frontul Național pentru Eliberarea Angolei) sprijiint de SUA lupta pentru autodeterminare. În acest timp, portughezii, care începuseră colonizarea în secolul al XV-lea, afirmau că luptă pentru un imperiu multirasial, cu o populație asimilată, fiind îndreptățiți să se implice într-un război pentru brevenirea distrugerii imperiului și pentru protejarea populației civile. Conducătorii portughezi, inclusiv António de Oliveira Salazar, apărau politica multirasială, sau a lusotropicalismului, ca singura cale pentru integrarea mai strânsă a coloniilor portugheze și a poporelor lor cu Portugalia. Pentru conducerea portugheză, imperiul colonial era o problemă de interes național. În coloniile portugheze din Africa, africanii negri educați aveau posibilitatea să ocupe diferite poziții în armată, administrație, învățământ, ocrotirea sănătății sau alte posturi în administrația publică sau în afaceri private, cu condiția să calitățile profesionale și umane cerute. În plus, căsătoriile interrasiale dintre femei de culoare și portughezi albi erau considerate normale încă din perioada primilor europeni veniți în regiune. Accesul la învățământul primar, secundar și tehnic a fost extins treptat, elevii fiind atât portughezi europeni cât și localnicilor de culoare. Ca urmare a acestei politici, mai mulți africani de culoare, care aveau să devină lideri importanți în timpul războiului sau după cucerirea independenței, au studiat în timpul dominației portugheze în școlile locale sau chiar în Portugalia. Samora Machel, Mário Pinto de Andrade, Marcelino dos Santos, Eduardo Mondlane, Agostinho Neto, Amílcar Cabral, Joaquim Chissano sau Graça Machel sunt doar câțiva dintre aceștia. În a doua jumătate a secolului trecut au fost fondate două universități în Africa portugheză – Universidade de Luanda în Angola și Universidade de Lourenço Marques în Mozambic, cu specialități în inginerie și medicină ). În aceeași perioadă, în Portugalia funcționau doar patru univeristăți de stat, două în Lisabona. Prin comparație, în zilele noastre, în Portugalia funcționează 14 universități. Diferite personalități ale societății portugheze, printre care unul dintre cei mai admirați fotbaliști, Eusébio, au fost exemple ale asimilării și societății multirasiale. Începând cu anul 1961, odată cu izbuncirea războaielor în colonii, portughezii au început să încorporeze africani în trupele care luptau în Angola, Guineea și Mozambic. Acest proces urmărea păstrarea imperiului multirasial. Participarea africanilor la lupte de partea portughezilor a vizat diferite poziții – de la cele mai modeste, de informatori sau angajați civili, până la comanda unor subunități militare cu înaltă pregătire. Odată cu înăsprirea luptelor, folosirea trupelor africane împotriva insurgenților a crescut. În ajunul loviturii de stat din 25 aprilie 1974, africanii de culoare formau mai mult de jumătate din forțele portugheze care luptau în război. Datorită diferențelor tehnologice importante dintre Portugalia și coloniile sale, metropola a fost forța conducătoarea a dezvoltării și modelării coloniilor sale încă din secolul al XV-lea. În deceniile al șaptelea și al optulea al secolului trecut, guvernul portughez a trebuit să facă față pe de-o parte gherilelor naționaliste din colonii, iar pe de altă parte să demonstreze propriiului popor, dar și comunității internaționale că teritoriile de peste mări sunt sub controlul ferm al metropolei. Portugalia a accelerat programele de dezvoltare din colonii prin îmbunătățirea infrastucturii – construirea de noi drumuri, căi ferate, poduri, baraje și sisteme de irigații – dar și a rețelei publice de învățământ și spitale, pentru creșterea ritmului creșterii economice în regiune și obținerea sprijinului populației locale. Ca parte a acestui program de dezvoltare, a început în 1969 construcția barajul Cahora Bassa din Provincia de peste mări Mozambic (denumirea oficială a Mozabicului Portughez în acea vreme). Acest proiect a devenit strâns legat de preocupările portughezilor în ceea ce privește securitatea coloniilor. Guvernul portughez a văzut construcția barajului ca dovezi ale îndeplinirii „misiunii civilizatoare” a metropolei” și a puterii și siguranței guvernului colonial portughez.

#### Brazilia

Harta coastei braziliene având ca autor pe Lopo Homem (c. 1519). Sunt înfățișați indigenii care exploatează lemn de fernambuc, iar pe mare sunt desenate caravele

Când exploratorii portughezi au ajuns aici în 1500, amerindienii erau în principal triburi semi-nomazi, cea mare parte a populației locuind în zona litorală și de-a lungul malurilor principalelor fluvii. Spre deosebire de Cristofor Columb, care crezuse că a ajuns în India, călătorul portughez  Vasco da Gama stabilise deja o rută către India, după ce navigase în jurul Africii cu doi ani mai înainte ca Pedro Álvares Cabral să ajungă în Brazilia. Cu toate acestea, cuvântul índios („indieni”)  s-a impus ca nume al popoarelor din Lumea Nouă până în zilele noastre. În portugheză, locuitorii Indiei sunt numiți indianos.
La început, europenii i-au considerat pe indigeni „sălbatici nobili”, iar căsătoriile interasiale au fost acceptate imediat. Numeroasele războaie tribale și canibalismul i-a convins pe portughezi că trebuie să îi „civilizeze” pe amerindieni,. Cu toate aceste, unul dintre patru grupuri ale tribulurilor aché  din Paraguai a continuat să practice în mod regulat canibalismul până la jumătarea secolului trecut.  Când portughezii au descoperit Brazilia și au început colonizarea noilor posesiuni din Lumea Nouă, teritoriul era locuit de diferite triburi indigene care nu dezvoltaseră un sistem de scriere și nici unul de școloraizare.
Societatea lui Isus (iezuiții)  a fost încă de la început (1540) un ordin misionar. Evanghelizarea a fost unul dintre principalele obiective ale iezuiților, dar aceștia erau de asemenea implicați în educație, atât în Europa și peste mări. Devotamentul lor pentru învățământ a fost dovedit de deschiderea a unor școli pentru băieți, mai întâi în Europa, iar mai apoi în America și Asia. Înființarea misiunilor catolice, a școlilor și seminarelor a fost o consecință a implicării iezuiților în educație. Cum tradițiile și culturile unde iezuiții au fost prezenți au fost foarte diferite, metodele lor de evenghelizare au fost diferite funcție de condițiile locale. Implicarea iezuiților în comerț, arhitectură, știință, literatură, lingvistică, artă și dezbateri religioase au corespuns de fapt cu principalul scop al misiunii de creștinare. La mijlocul secolului al XVI-lea, iezuiții erau prezenți în Africa occidentală, America de Sud, Etiopia, India, China și Japonia. Într-o perioadă în care cea mai mare parte a populației lumii era analfabetă, portughezii au fondat una dintre primele universități europene – Universidade de Coimbra. De-a lungul secolelor de stăpânire portugheză, elevii brazilieni, cei mai mulți dintre ei absolvenți ai școlilor iezuite, au fost admiși, mai mult chiar încurajați să se înscrie la cursurile învățământului superior în Portugalia contnentală. În jurul anului 1700, ca o reflectare a unei transformări mai ample a Imperiului Portughez, iezuiții și-au reorientat activitatea dinspre Indiile de Est spre Brazilia. La sfârșitul secolului al XVIII-lea, premierul Sebastião José de Carvalho e Melo a atacat puterea nobililor și bisericii, a expulzat ordinul iezuiților din Portugalia și colonii. El a ordonat confiscarea școlilor iezuite și a introdus reforme ale sistemului educațional în întregul imperiu.
În 1772, chiar înainte de fondarea Academia das Ciências de Lisboa (1779), a fost înființată una dintre primele societăți științifice din Imperiul Portughez în Rio de Janeiro – Sociedade Scientifica. În 1797 a fost fondat primul institut botanic în Salvador (Bahia). În 1792 a fost înființată Escola Politécnica (devenită mai apoi Real Academia de Artilharia, Fortificação e Desenho) din Rio de Janeiro, o instituție de învățământ superior tehnic și ingineresc. Această școală face parte din Universidade Federal do Rio de Janeiro și este cea mai veche facultate de inginerie din Brazilia și una dintre cele mai vechi din America Latină. Regele João VI semna pe 20 noiembrie 1800 un decret pentru înființarea la Rio de Janeiro a Aula Prática de Desenho e Figura, prima instituție din Brazilia dedicată studierii artelor. În perioada colonială, artele aveau în principal un caracter religios sau utilitarian și erau studiat în sistemul uceniciei. Prin decretul din 12 august 1816 a fost creată Escola Real de Ciências, Artes e Ofícios (Școala Regală de Științ, Arte și Meșteșuguri), prima instituție de învățământ superior dedicată artelor frumoase, cea care a pus bazele actualei Escola Nacional de Belas Artes.
În secolul al XIX-lea, familia regală portugheză, în frunte cu regele João VI, s-a refugiat la Rio de Janeiro după invazia Portugaliei de către armatele lui Napoleon din 1807. Regele João VI a dat un nou impuls dezvoltării civilizației europene în Brazilia. Într-o perioadă scurtă de timp (1808-1810), guvernul portughez a fondat Acedemia Regală Navală și Academia Regală Militară, Fundação Biblioteca Nacional (Biblioteca Națională), Grădina Botanică din Rio de Janeiro, Școala Medico-Chirurgicală din Bahia, (în zilele noastre Faculdade de Medicina) în cadrul Universidade Federal da Bahia și Școala Medico-Chirurgicală din Rio de Janeiro, (care este astăzi Faculdade de Medicina din cadrul Universidade Federal do Rio de Janeiro).

### Chile
Elitele republicilor sud-americane din secolul al XIX-lea au foslosit retorica „misiunii civilizatoare” pentru justificarea acțiunilor militare împotriva grupurilor indigene. Pe 1 ianuarie 1883, Chile a refondat vechiul oraș Villarrica, punând astfel capăt în mod oficial procesului de ocupare a teritoriilor indigenilor mapuche. Șase luni mai târziu, președintele Domingo Santa María a declarat:
 Țara a văzut cu satisfacție că problema reducerii întregii Araucaníi a fost rezolvată. Acest eveniment, atât de important pentru viața noastră socială și politică, și atât de important pentru viitorul republicii, s-a încheiat, în mod fericit și cu sacrificii costisitoare și dureroase. Astăzi întreaga Araucanie este subjugată, mai mult decât de forțele materiale, de forța morală și civilizatoare a republicii…

## Vedeți și
- Blaise Diagne
- Politica etică olandeză
- Enculturație
- Lusotropicalism
- "The White Man's Burden" de Rudyard Kipling